# September 2023
Portal Geschichte | Portal Biografien | Aktuelle Ereignisse | Jahreskalender | Tagesartikel

◄ |
20. Jahrhundert |
21. Jahrhundert

◄ |
1990er |
2000er |
2010er |
2020er
| 2030er | 2040er

◄ |
2019 |
2020 |
2021 |
2022 |
2023
| 2024 | 2025 | 2026 | 2027 | ►

◄ |
Juni 2023 |
Juli 2023 |
August 2023 |
September 2023 |
Oktober 2023 |
November 2023 |
Dezember 2023 |
►
Dieser Artikel behandelt tagesbezogene Nachrichten und Ereignisse im September 2023. Eine Artikelübersicht zu thematischen „Dauerbrennern“ und zu länger andauernden Veranstaltungen findet sich auf der Seite zu den laufenden Ereignissen.
Laut der NOAA war der September 2023 mit großem Abstand der global wärmste September seit Temperaturaufzeichnungsbeginn im Jahr 1850.

## Tagesgeschehen

### Freitag, 1. September 2023
- Baku/Aserbaidschan: Die Schieß-Weltmeisterschaften gehen zu Ende.
- Bern/Schweiz: Das revidierte Bundesgesetz über den Datenschutz tritt in Kraft.
- Singapur: Der vormalige Minister und Abgeordnete Tharman Shanmugaratnam gewinnt mit 70,4 % Stimmenanteil die Präsidentschaftswahl. Seine Amtseinführung als Nachfolger von Halimah Yacob ist für den 14. September angesetzt.
- Wien/Österreich: Gernot Kanduth folgt auf Sabine Matejka als Präsident der Vereinigung der österreichischen Richterinnen und Richter.

### Samstag, 2. September 2023
- Hamburg/Deutschland: Auf der Trabrennbahn Bahrenfeld gibt die Band Fettes Brot ihr Abschlusskonzert und löst sich anschließend auf.

### Sonntag, 3. September 2023
- Brüssel/Belgien: Im Endspiel der Volleyball-Europameisterschaft der Frauen schlägt die Türkei die serbische Mannschaft.
- Mailand/Italien: Die 37. Europameisterschaften im Springreiten gehen zu Ende.

### Montag, 4. September 2023
- Harare/Simbabwe: Knapp zwei Wochen nach der Wahl ist Präsident Emmerson Mnangagwa im Amt bestätigt worden.
- Libreville/Gabun: Fünf Tage nach dem Militärputsch ist der neue Machthaber Brice Oligui Nguema als Übergangspräsident des Landes vereidigt worden.

### Dienstag, 5. September 2023
- Kyōto/Japan: Prozessbeginn um den Brandanschlag auf das Animationsstudio Kyōto Animation
- München/Deutschland: IAA Mobility (bis 10. September)

### Mittwoch, 6. September 2023
- Tanegashima Space Center/Japan: Der Smart Lander for Investigating Moon, eine unbemannte Mondsonde der Nationalen Raumfahrtbehörde Japans, wird mit einer Rakete auf seinen mehrere Monate dauernden Flug geschickt.

### Donnerstag, 7. September 2023
- Athen/Griechenland: Die Autobahn zwischen Athen und Thessaloniki ist wegen Überschwemmungen aufgrund von Niederschlägen des Sturmtiefs Daniel gesperrt. Der Personenzugverkehr zwischen den beiden Städten ist ebenfalls eingestellt.
- Gao/Mali: Islamistische Aufständische greifen ein Militärlager und ein Flussschiff auf dem Niger im Nordosten Malis an. Bei den Angriffen werden 64 Menschen getötet, darunter 49 Zivilisten und 15 Soldaten.
- Hamburg/Deutschland: Im Stage Theater Neue Flora findet die 14. Verleihung des Deutschen Radiopreises statt.
- London/Vereinigtes Königreich: Das Vereinigte Königreich kündigt an, dass es sich wieder an Horizon Europe, einer wissenschaftlichen Forschungsinitiative der Europäischen Union, beteiligen wird.
- Wien/Österreich: 11. Verleihung des Österreichischen Musiktheaterpreises. Ausgezeichnet werden unter anderem Nina Stemme und Andreas Schager für die beste Hauptrolle und Patricia Nolz und Boris Pinkhasovich für die beste Nebenrolle.[2]

### Freitag, 8. September 2023
- Hamburg/Deutschland: Die Informatikerin Cordelia Schmid wird mit dem Körber-Preis für die Europäische Wissenschaft ausgezeichnet.
- Marrakesch/Marokko: Bei einem Erdbeben mit Epizentrum im Atlas-Gebirge nahe Marrakesch kommen mehr als 2900 Menschen ums Leben. Viele Bergdörfer werden teils zerstört, die Altstadt von Marrakesch, ein Weltkulturerbe, beschädigt.
- Saint-Denis/Frankreich: Beginn der Rugby-Union-Weltmeisterschaft (bis 28. Oktober)
- Hamburg/Deutschland: Durch drei Kabelschachtbrände an Bahngleisen im Stadtgebiet Hamburg in der Nacht zu Freitag kommt es in Hamburg und Umgebung zu Zugausfällen und Verzögerungen im Bahnverkehr.

### Samstag, 9. September 2023
- Malé/Malediven: In der ersten Runde der Präsidentschaftswahlen erhält kein Kandidat eine Mehrheit von 50 %, so dass der amtierende Präsident Ibrahim Mohamed Solih in der zweiten Runde am 30. September gegen den Oppositionskandidaten und Bürgermeister von Malé, Mohamed Muizzu, antreten wird.
- New York City/Vereinigte Staaten: Die US-amerikanische Tennisspielerin Coco Gauff gewinnt das Damenfinale bei den US Open.
- Stepanakert/Bergkarabach: Die Nationalversammlung des abtrünnigen Staates Republik Arzach (Bergkarabach) wählt Samwel Schahramanjan zu ihrem neuen Präsidenten.
- Venedig/Italien: Am Lido di Venezia gehen die 80. Internationalen Filmfestspiele von Venedig zu Ende.

### Sonntag, 10. September 2023
- Antananarivo/Madagaskar: Der madagassische Präsident Andry Rajoelina tritt zurück, um sich gemäß der Verfassung des Landes erneut zur Wahl zu stellen.
- Darna/Libyen: Bei Überschwemmungen infolge des Sturmtiefs Daniel kommen Tausende Menschen ums Leben. Durch den Bruch zweier Staudämme oberhalb von Darna, die infolge des Bürgerkrieges kaum Wartung erfahren haben, werden durch eine Flutwelle ufernahe Stadtteile schwer beschädigt und alle Brücken in der Stadt zerstört.
- Frankfurt am Main/Deutschland: Der Deutsche Fußball-Bund trennt sich von Hansi Flick als Bundestrainer.
- Ludwigshafen am Rhein/Deutschland: Die 19. Auflage des Festivals des deutschen Films geht zu Ende.
- Neu-Delhi/Indien: Der G20-Gipfel geht zu Ende. Die Afrikanische Union wird als neues Mitglied der G20 aufgenommen.
- New York City/Vereinigte Staaten: Der serbische Tennisspieler Novak Đoković gewinnt das Herrenfinale bei den US Open.
- Pasay/Philippinen: In der Mall of Asia Arena geht die Basketball-WM zu Ende, Deutschland gewinnt den Titel mit einem Sieg über Serbien.
- Riesenbeck/Deutschland: Abschluss der Europameisterschaften im Dressurreiten

### Montag, 11. September 2023
- Santo Domingo/Dominikanische Republik: Vor dem Hintergrund schwerer Bandenkriminalität in Haiti setzt die Dominikanische Republik die Erteilung von Visa für Haitianer aus und kündigt an, ihre Grenze zu Haiti bis Donnerstag zu schließen.

### Dienstag, 12. September 2023
- Newark/Vereinigte Staaten: Im Prudential Center werden die MTV Video Music Awards verliehen.
- Sydney/Australien: Die Regierung des australischen Bundesstaates New South Wales verbietet die Abholzung in einem 8.400 Hektar großen Waldgebiet, in dem 106 Siedlungsschwerpunkte von Koalas zu finden sind, um einen 315 000 Hektar großen Great Koala National Park einzurichten.

### Mittwoch, 13. September 2023
- Hanoi/Vietnam: Bei einem Gebäudebrand kommen mindestens 56 Menschen ums Leben.
- Köln/Deutschland: Im Museum für Ostasiatische Kunst wurde wertvolles asiatisches Porzellan in Millionenwert an Euros gestohlen.[3]
- Kosmodrom Wostotschny/Russland: Das Gipfeltreffen zwischen Nordkorea und Russland findet auf dem Kosmodrom von Wostotschny in der Oblast Amur statt und dauert vier Stunden. Der russische Präsident Wladimir Putin nimmt eine Einladung des nordkoreanischen Staatschefs Kim Jong Un zu einem gegenseitigen Gipfel in Nordkorea an. Inhalte des Gipfels sind Verhandlungen über Waffen- und Munitionsgeschäfte.

### Donnerstag, 14. September 2023

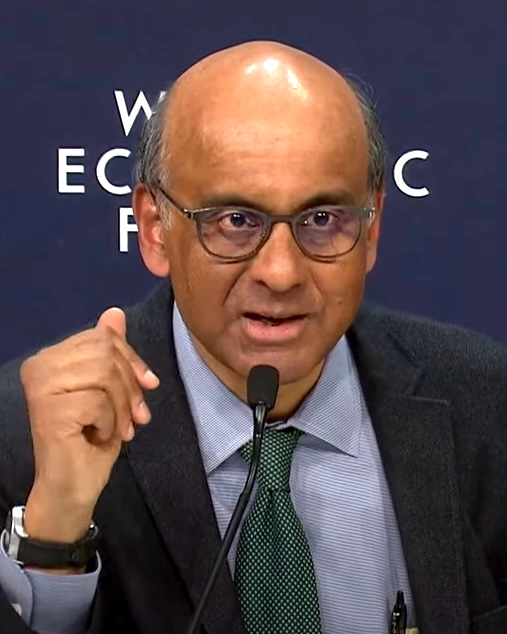
Tharman Shanmugaratnam

- Berlin/Deutschland: Um 11:00 Uhr wird die Warnung der Bevölkerung in der Bundesrepublik Deutschland im Rahmen des Bundesweiten Warntages getestet.
- München/Deutschland: Mit einem Spiel zwischen Red Bull München und der Düsseldorfer EG startet die Deutsche Eishockey Liga in ihre 30. Spielzeit.
- Peking/China: China ernennt Zhao Seng zum Botschafter in Afghanistan und ist damit das erste Land, das seit der Taliban-Offensive 2021 einen Botschafter nach Afghanistan entsendet. China erkennt die Taliban-Regierung jedoch weiterhin nicht an.
- Singapur: Tharman Shanmugaratnam tritt die Nachfolge von Halimah Yacob als Präsident der Republik an.

### Freitag, 15. September 2023
- Berlin/Deutschland: Deutscher Schauspielpreis 2023
- Freiburg im Breisgau/Deutschland: Im Dreisamstadion startet mit einem 2:2-Unentschieden zwischen dem SC Freiburg und dem FC Bayern München die Frauen-Bundesliga in ihre 34. Spielzeit.
- London/Vereinigtes Königreich: Die Gruppe Wagner wird vom Vereinigten Königreich als terroristische Vereinigung eingestuft.

### Samstag, 16. September 2023
- Bamako/Mali: Niger, Mali und Burkina Faso unterzeichnen einen Dreistaatenpakt mit dem Namen „Allianz der Sahel-Staaten“, in dem sie sich verpflichten, im Falle einer „Rebellion oder Aggression von außen“ jeden von ihnen zu verteidigen.
- Düsseldorf/Deutschland: Abschluss der Invictus Games
- Rom/Italien: Die polnische Mannschaft gewinnt die Volleyball-Europameisterschaft der Männer

### Sonntag, 17. September 2023

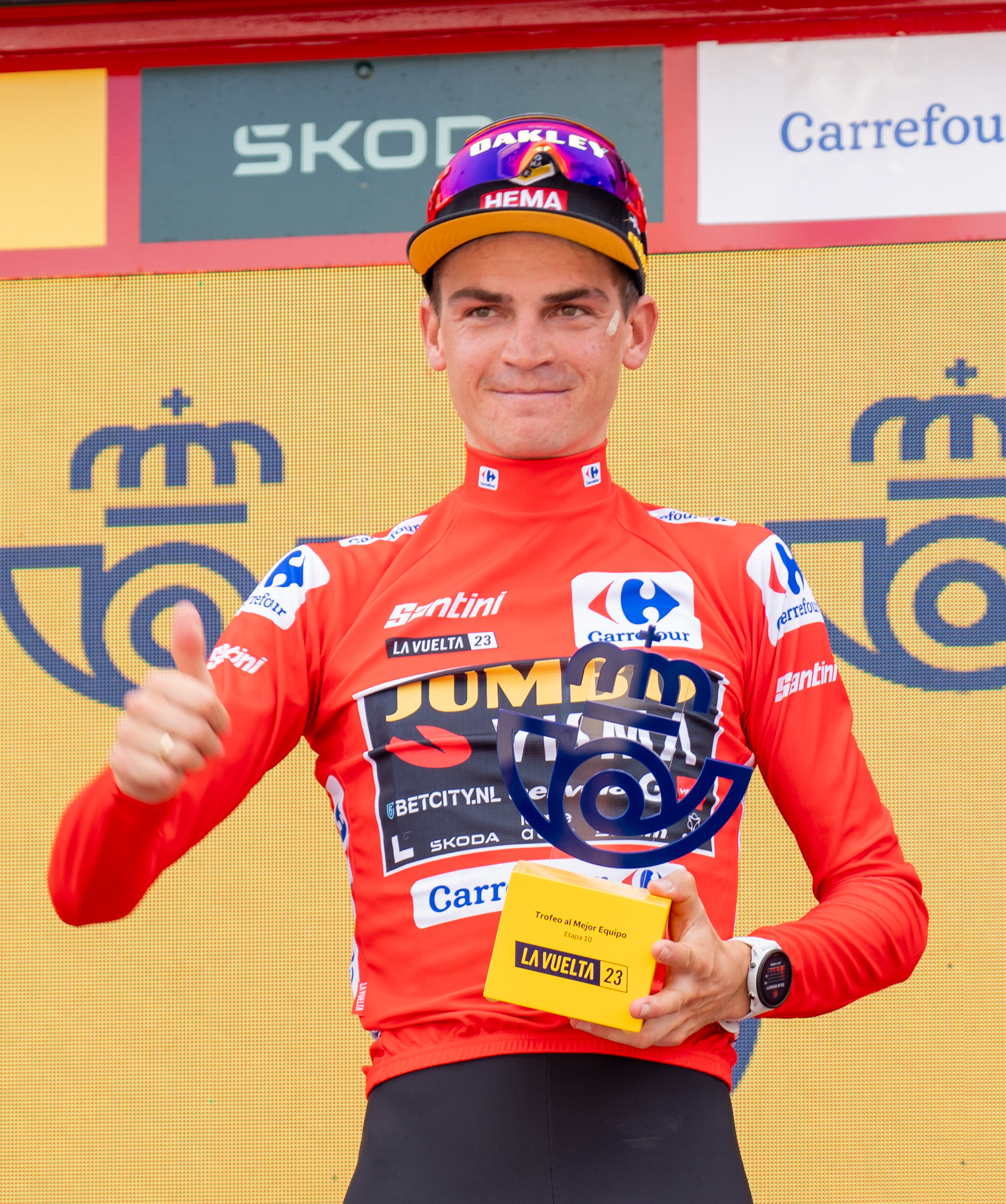
Sepp Kuss

- Colombo/Sri Lanka: Im Finale des Asia Cups setzt sich Indien gegen Sri Lanka durch.
- Madrid/Spanien: Der US-Amerikaner Sepp Kuss gewinnt die Vuelta a España.
- Malmö/Schweden: Abschluss der Tischtennis-Europameisterschaft

### Dienstag, 19. September 2023
- New York City/Vereinigte Staaten: Die 78. Generalversammlung der Vereinten Nationen beginnt.

### Freitag, 22. September 2023
- Berlin/Deutschland: Die deutsche SPD-Innenministerin Nancy Faeser kündigt zusätzlich neben der bereits erfolgenden Schleierfahndung stationäre Grenzkontrollen an der Grenze zu Tschechien und zu Polen an.[4]

### Samstag, 23. September 2023
- Krems an der Donau/Niederösterreich: Alen R., der Täter der Amokfahrt von Graz im Jahr 2015 begeht in seiner Einzelzelle in der Justizanstalt Stein Suizid[5].
- Hangzhou/China: Beginn der 19. Asienspiele (bis 8. Oktober)

### Sonntag, 24. September 2023
- Provinz Drenthe/Niederlande: Letzter Tag der Straßen-Radsport-Europameisterschaften
- Belgrad/Serbien: Abschluss der Ringer-Weltmeisterschaften
- Waltham Cross/Vereinigtes Königreich: Im Lee Valley White Water Centre gehen die Kanuslalom-Weltmeisterschaften zu Ende.

### Montag, 25. September 2023
- Berlin/Deutschland: Die Bundesrepublik Deutschland existiert seit diesem Tag länger als ihre Rechtsvorgängerin, das Deutsche Reich (1871 bis 1945).

### Dienstag, 26. September 2023
- New York City/Vereinigte Staaten: Die 78. Generalversammlung der Vereinten Nationen geht zu Ende.
- Roseau/Dominica: Präsidentschaftswahlen

### Donnerstag, 28. September 2023
- Köln/Deutschland: Verleihung der Hauptpreise des Deutschen Fernsehpreises 2023

### Freitag, 29. September 2023
- Las Vegas/Vereinigte Staaten: Der futuristische Kugelbau Sphere at The Venetian Resort wird eröffnet.
- Mbabane/Eswatini: Wahlen zum Unterhaus des Parlaments
- Hankensbüttel/Deutschland: Das Kuratorium Nationalerbe-Baum der Deutschen Dendrologischen Gesellschaft zeichnet die Holländische Linde am Kloster Isenhagen zum Nationalerbe-Baum aus.[6]

### Samstag, 30. September 2023
- Bratislava/Slowakei: Parlamentswahl
- Malé/Malediven: zweite Runde der Präsidentschaftswahlen